# Márton Esterházy
Márton Esterházy (* 9. dubna 1956 Budapešť) je bývalý maďarský fotbalista. Hrával na pozici hrotového útočníka. Pochází ze šlechtického rodu Esterházyů a je mladším bratrem spisovatele Pétera Esterházyho.
S Ferencvárosem vyhrál v roce 1978 Maďarský fotbalový pohár. Pak působil v Honvédu, s nímž získal tituly v letech 1980 a 1984. Od roku 1984 hrál nejvyšší řeckou soutěž za AEK Athény, v roce 1987 přestoupil do Panathinaikosu. Závěr kariéry strávil v Rakousku a Švýcarsku, týmu FC Bulle pomohl v roce 1992 k postupu do nejvyšší soutěže.
Za maďarskou fotbalovou reprezentaci odehrál 29 zápasů a vstřelil v nich 11 branek. Startoval na Mistrovství světa ve fotbale 1986 a skóroval v utkání proti Kanadě, které Maďaři vyhráli 2:0.
Po ukončení kariéry vedl reklamní agenturu Mega Sport Media a byl předsedou Maďarského futsalového svazu.